# Francesco Saverio Salerno
Mons. Francesco Saverio Salerno (* 27. srpna 1928, Caserta - 21. ledna 2017) byl italský římskokatolický kněz, biskup a emeritní sekretář Nejvyššího tribunálu apoštolské signatury.

## Život
Narodil se 27. srpna 1928 v Casertě. Po studiu teologie a filosofie byl vysvěcen 16. března 1952. Byl inkardinován do diecéze Řím. Na Papežské Gregoriánské univerzitě získal doktorát z teologie. Navštěvoval také Papežskou lateránskou univerzitu kde studoval konfesní právo a na Univerzitě La Sapienza v Římě soukromé právo.
Od roku 1952 do roku 1958 působil v římské farnosti San Giustino, San Saturnino a San Francesco Saverio. Roku 1958 byl zaměstnancem kanceláře generálního vikariátu Říma a Defensor vinculi církevního soudu církevní oblasti Lazio. Poté byl ředitelem Úřadu pro práva generálního vikariátu. Dne 10. prosince 1964 mu papež Pavel VI. udělil čestný titul papežského tajného komořího Jeho Svatosti. Roku 1970 začal působit v Prefektuře ekonomických záležitostí Apoštolského stolce. Kromě toho, že byl referendář (soudní asistent) Nejvyššího tribunálu apoštolské signatury, mu papež Pavel VI. 30. dubna 1976 udělil titul Preláta Jeho Svatosti.
Dne 20. prosince 1997 jej papež Jan Pavel II. ustanovil sekretářem Prefektury ekonomických záležitostí Apoštolského stolce a titulárním biskupem z Cerveteri. Biskupské svěcení přijal 6. ledna 1998 z rukou papeže Jana Pavla II. a spolusvětiteli byli arcibiskup Giovanni Battista Re a arcibiskup Jorge María Mejía.
Dne 23. října 1998 byl jmenován sekretářem Nejvyššího tribunálu apoštolské signatury.
Dne 30. prosince 2003 přijal papež jeho rezignaci na post sekretáře z důvodu dosažení kanonického věku 75 let. Zemřel 21. ledna 2017 ve věku 88 let.